# برنامه فضایی کربال
برنامهٔ فضایی کربال (به انگلیسی: Kerbal Space Program) یا به اختصار KSP، یک شبیه‌ساز پرواز فضایی چند سبکی است که توسط شرکت اسکواد برای مایکروسافت ویندوز، اواس ده، لینوکس، پلی‌استیشن ۴، ایکس‌باکس وان و وی یو ساخته شده‌است. در برنامهٔ فضایی کربال بازیکن می‌تواند برنامه یا مأموریت فضایی خود را طراحی و کنترل کند و تحت شبیه‌سازی فیزیک برای خود سفینه فضایی ساخته و با آن به پرواز بپردازد. تمام سیاره‌های منظومه شمسی با مقیاس ۱٫۱۱۳ در این بازی وجود دارد.
در KSP بازیکن باید یک فضاپیمای قابل استفاده را طراحی کند که قادر به حمل خدمه‌اش بدون کشته‌شدن آن‌ها باشد. برای این کار مجموعه‌ای از قطعات در اختیار بازیکن قرار داده می‌شود تا بتواند کشتی فضایی کاربردی خود را بسازد. هر بخش از قطعات دارای عملکرد خاص خود است و در نهایت بر روی پرواز فضاپیما تأثیر می‌گذارد.

## امکانات
در این بازی امکانات جالبی برای بازیکن قرار داده شده‌است. از آن جمله می‌توان به تعدادی مانند موارد زیر اشاره کرد:
- ساخت فضاپیماها و آشیانه‌های مختلف با ترکیب‌های بسیار زیاد
- شبیه‌سازی کل بازی بر مبنای قوانین واقعی فیزیکی
- انتخاب خدمهٔ مأموریت
- پرواز به ماه و دیگر سیارات
- ساخت ایستگاه فضایی
- کنترل کامل فضاپیما
- بخش تحقیق و توسعه برای افزایش دانش فضایی
- مدیریت خدمه

## توسعه
این بازی بنا به گفتهٔ سازندگانش در تیم KSP در حال توسعه می‌باشد و در نسخه‌های بعدی آن امید افزایش قابلیت‌ها و امکانات جدید داده شده‌است.
نسخهٔ آزمایشی این بازی به صورت مجانی قابل دانلود است. اما نسخهٔ کامل آن قیمتی معادل ۲۷ دلار آمریکا هزینه دارد، البته سازندگانش قول کاهش قیمت آن را در آینده‌ای نزدیک داده‌اند.